# Лешно (Ушацькі озера)
Ле́шно — невелике озеро термокарстового походження в центральній частині Вітебської області Білорусі, на території Ушацького району. Знаходиться в басейні річки Діва, за 28 км на схід від селища Ушачі. Належить до групи Ушацьких озер.
Озеро випуклої неправильної форми, витягнулось із північного сходу на південний захід довжиною трохи 0,7 км, при цьому максимальна ширина становить 350 м.
Схили улоговини висотою 3 м, на заході стрімко піднімаються вгору до висоти 18 м. Береги низинні та болотисті, вкриті лісом, на сході та півночі — чагарниками. Стікає до сусіднього озера Женно.